# شورت بامبر
شورت بامبر (به انگلیسی: Short Bomber) یک هواگرد ملخ‌پیشین تک‌موتوره از نوع بمب‌افکن و شناسایی دوربرد ساخت شرکت برادران شورت است. هواگرد شورت بامبر نخستین پروازش را در ۱۹۱۵ میلادی انجام داد. این هواگرد در سال ۱۹۱۶ میلادی رسماً معرفی گردید. در مجموع، تعداد ۸۳ فروند از این هواگرد ساخته شده‌است.